# Selenops ilcuria
Selenops ilcuria là một loài nhện trong họ Selenopidae.
Loài này thuộc chi Selenops. Selenops ilcuria được J. A. Corronca miêu tả năm 2002.